# I pittori catalani in Sardegna
I pittori catalani in Sardegna è un film documentario per la televisione del 2004 diretto da Marco Antonio Pani.
La pellicola, prodotto dalla principale rete televisiva catalana, tratta la storia dei pittori catalani che nel XV secolo operarono in Sardegna. È stato girato a Cagliari e a Tuili.